# Stazione di Sant'Andrea
La stazione di Sant'Andrea era una fermata della linea Calalzo-Padova a servizio di Sant'Andrea, frazione di Perarolo di Cadore. Il gestore era la società Ferrovie dello Stato.

## Storia
La fermata, posta alla progressiva chilometrica 38+300 della linea Belluno-Calalzo, venne attivata il 26 ottobre 1914.
Venne soppressa nel 1928 mentre la sede continuò fino al 2003, anno in cui venne aperta la variante in galleria tra Perarolo e Sottocastello.

## Strutture e impianti
La fermata era composta da un fabbricato viaggiatori in legno e dal solo binario di circolazione. La fermata era situata nei pressi della galleria di Sant'Andrea. Soppressa nel 1928, il fabbricato di legno venne demolito qualche anno dopo, lasciando intatto e ben visibile fino a poco tempo fa il vecchio marciapiede del binario.